# Konstanzi Szent Konrád
Konstazni Szent Konrád (németül: Konrad von Konstanz, vagy Konrad I. von Altdorf, latinul: Conradus, vagy Curtius) (900 körül – Konstanz, 975. november 26.) szentté avatott konstanzi püspök.

## Élete
A Welf család leszármazottjaként főnemesi származású, apja, Henrik Altdorf grófja. Konrád Sankt Gallenben, majd a konstanzi dóm iskolájában tanult. 934-ben Konstanz püspökévé nevezik ki, ezt a tisztséget viselte haláláig. Jó kapcsolatot ápolt a német-római császárral is. I. Ottót 961-962-ben itáliai hadjáratára is elkísérte, de a politikai szerepvállalástól tartózkodott. 973-ban II. Ottó a  clunyi reformokat vizsgáló bizottság tagjává nevezi ki St. Gallenben. A hagyomány szerint több templomot is felszentelt: a konstanzi Szent Pál-, Szent János- és Szent Mór-templomokat, valamint Einsiedeln, Rheingau és St. Trudpert templomát. Szoros barátság fűzte Szent Ulrik augsburgi püspökhöz.

## Tisztelete
Életrajzát a 12. században írta meg egy augsburgi szerzetes, ebben beszámol csodáiról, ereklyegyűjteményéről és zarándokútjairól is. 1123-ban avatta szentté II. Kallixtusz pápa az első lateráni zsinaton. Ünnepe november 26. Földi maradványait a Szent Mór-templom mellé, majd a konstanzi dóm főoltára alá helyezték. 1526-ban a reformáció hívei a Bodeni-tóba szórták, csak a fejét tudták megmenteni.

## Ábrázolása
Konrádot püspöki ruhában szokták ábrázolni, általában kehellyel, vagy könyvvel a kezében. Attribútuma a pók. Ehhez kapcsolódik egy legendája, miszerint misézés közben kelyhébe egy mérges pók esett a kelyhébe, Konrád azonban inkább a pókkal együtt megitta a szent vért, nehogy egy cseppje is kárba vesszen.